# Ute Stange
Ute Stange, geschiedene Ute Wagner, verheiratete Ute Schell, (* 2. April 1966 in Heubach) ist eine ehemalige deutsche Ruderin. Sie gewann mit der DDR 1988 olympisches Gold im Achter und wurde 1994 mit dem deutschen Achter Weltmeisterin.

## Karriere
Ute Stange begann ihre Karriere beim SC DHfK Leipzig; ab 1989 startete sie als Ute Wagner. Nach der Wende wechselte sie von Leipzig nach Saarbrücken, wo sie für den Ruderverein Saarbrücken antrat. 1996 ruderte sie als Ute Schell.

### Olympiasiegerin Ute Stange
Nachdem Ute Stange 1984 Junioreneuropameisterin im Achter war, belegte sie 1985 bei den DDR-Kleinbootmeisterschaften zusammen mit Gerlinde Doberschütz den zweiten Platz im Zweier ohne Steuerfrau. Bei den Meisterschaften der Großboote saßen beide im Achter und Ute Stange gewann ihren ersten DDR-Meistertitel. Bei den Ruder-Weltmeisterschaften 1985 gewann der DDR-Achter die Silbermedaille hinter dem Boot aus der Sowjetunion. 1986 gewannen Doberschütz und Stange die DDR-Titel im Zweier ohne und im Achter, bei den Weltmeisterschaften wiederholte der DDR-Achter seinen zweiten Platz aus dem Vorjahr. Nach dem vierten Platz des Achters bei den Ruder-Weltmeisterschaften 1987 wurde der DDR-Achter 1988 neu zusammengesetzt. Bei den Olympischen Spielen 1988 in Seoul siegte der von Daniela Neunast gesteuerte Achter in der Besetzung Annegret Strauch, Judith Zeidler, Kathrin Haacker, Ute Wild, Anja Kluge, Ramona Balthasar, Beatrix Schröer und Ute Stange vor den Booten aus Rumänien und China. Für diesen Sieg wurde sie mit dem Vaterländischen Verdienstorden in Gold ausgezeichnet.

### Weltmeisterin Ute Wagner
1989 siegte Ute Wagner bei den DDR-Meisterschaften zusammen mit Christiane Harzendorf, Heike Winkler und Annegret Strauch im Vierer ohne Steuerfrau. Für die Weltmeisterschaften in Bled rückte Ina Justh für Heike Winkler ins Boot, das Boot gewann auf Anhieb den Weltmeistertitel. 1990 kehrte Wagner in den Achter zurück: nach 1985, 1986 und 1988 gewann sie ihren vierten und letzten DDR-Meistertitel in dieser Bootsklasse. Beim letzten Auftritt der DDR-Rudernationalmannschaft bei Weltmeisterschaften auf dem Lake Barrington in Tasmanien gewann der Achter die Bronzemedaille hinter den Rumäninnen und den US-Amerikanerinnen.
1991 belegte die Neu-Saarbrückerin den zweiten Platz bei den Deutschen Meisterschaften im Achter. Trotzdem startete Ute Wagner bei den Weltmeisterschaften im Achter, der in Wien den fünften Platz belegte. 1992 gewann sie ihren ersten Deutschen Meistertitel im Achter, bis 1996 sollten vier weitere folgen. Bei den Olympischen Spielen 1992 in Barcelona gewann der deutsche Achter hinter den Kanadierinnen und den Rumäninnen die Bronzemedaille in der Besetzung Annegret Strauch, Sylvia Dördelmann, Cerstin Petersmann, Kathrin Haacker, Dana Pyritz, Christiane Harzendorf, Ute Wagner, Judith Zeidler und Steuerfrau Daniela Neunast, also mit fünf Olympiasiegerinnen von 1988.
1993 gewann der deutsche Achter Weltmeisterschaftsbronze hinter Rumänien und dem US-Boot. 1977 hatte der DDR-Achter seinen letzten Weltmeistertitel gewonnen, bei den Weltmeisterschaften 1994 in Indianapolis gewann zum ersten Mal der Achter des Deutschen Ruderverbandes den Titel. Den Sieg über die Boote aus den Vereinigten Staaten und aus Rumänien erkämpften Kathrin Haacker, Antje Rehaag, Andrea Klapheck, Dana Pyritz, Doreen Martin, Micaela Schmidt, Stefani Werremeier, Ute Wagner und Steuerfrau Doreen Schnell. Im Jahr darauf belegte der deutsche Achter bei den Weltmeisterschaften den vierten Platz.

### Karriereende Ute Schell
Nach der Heirat mit ihrem Saarbrücker Trainer gewann Ute Schell 1996 den fünften deutschen Meistertitel in Folge. Bei den Olympischen Spielen 1996 konnte sich der deutsche Achter nicht für das Finale qualifizieren. Der zweite Platz im B-Finale bedeutete in der Gesamtabrechnung den achten Platz.